# Сервет Джошгун
Сервет Джошгун (тур. Servet Coşkun; нар. 28 жовтня 1990) — турецький борець вільного стилю, срібний призер чемпіонату Європи.

## Життєпис
Боротьбою почав займатися з 2000 року. У 2006 році став срібним призером чемпіонату Європи серед кадетів.
Виступає за борцівський клуб «Bueyueksehir Beledenyi» зі Стамбула. Тренери — Ібрагім Акгюль, Алі Езен.

## Спортивні результати на міжнародних змаганнях

### Виступи на Чемпіонатах світу
| Змагання                        | Збірна    | Вагова категорія          | Місце |
| ------------------------------- | --------- | ------------------------- | ----- |
| Чемпіонат світу з боротьби 2022 | Туреччина | вільна боротьба, до 70 кг | 8     |
| Чемпіонат світу з боротьби 2023 | Туреччина | вільна боротьба, до 70 кг | 17    |

### Виступи на Чемпіонатах Європи
| Змагання                         | Збірна    | Вагова категорія          | Місце  |
| -------------------------------- | --------- | ------------------------- | ------ |
| Чемпіонат Європи з боротьби 2014 | Туреччина | вільна боротьба, до 65 кг | Срібло |
| Чемпіонат Європи з боротьби 2023 | Туреччина | вільна боротьба, до 70 кг | 11     |

### Виступи на Кубках світу
| Змагання                    | Збірна    | Вагова категорія          | Місце |
| --------------------------- | --------- | ------------------------- | ----- |
| Кубок світу з боротьби 2016 | Туреччина | вільна боротьба, до 65 кг | 8     |

### Виступи на інших змаганнях
| Змагання                                               | Збірна    | Вагова категорія          | Місце  |
| ------------------------------------------------------ | --------- | ------------------------- | ------ |
| Турнір Яшара Догу 2011                                 | Туреччина | вільна боротьба, до 66 кг | Бронза |
| Турнір Дана Колова — Николи Петрова 2011               | Туреччина | вільна боротьба, до 66 кг | 8      |
| Турнір Алі Алієва 2011                                 | Туреччина | вільна боротьба, до 66 кг | 16     |
| Гран-прі Іспанії з боротьби 2011                       | Туреччина | вільна боротьба, до 66 кг | Бронза |
| Вогні Москви 2011                                      | Туреччина | вільна боротьба, до 66 кг | 4      |
| Вогні Москви 2012                                      | Туреччина | вільна боротьба, до 66 кг | Срібло |
| Турнір Яшара Догу 2013                                 | Туреччина | вільна боротьба, до 66 кг | Бронза |
| Турнір Дана Колова — Николи Петрова 2013               | Туреччина | вільна боротьба, до 66 кг | Золото |
| Турнір Яшара Догу 2014                                 | Туреччина | вільна боротьба, до 65 кг | 10     |
| Турнір Дана Колова — Николи Петрова 2014               | Туреччина | вільна боротьба, до 65 кг | Бронза |
| Турнір Олександра Медведя 2014                         | Туреччина | вільна боротьба, до 65 кг | Бронза |
| Меморіал Вацлава Циолковського 2014                    | Туреччина | вільна боротьба, до 65 кг | 9      |
| Вогні Москви 2014                                      | Туреччина | вільна боротьба, до 70 кг | 4      |
| Турнір Яшара Догу 2015                                 | Туреччина | вільна боротьба, до 65 кг | 17     |
| Кубок Алроси 2015                                      | Туреччина | вільна боротьба, до 65 кг | 5      |
| Турнір Яшара Догу 2016                                 | Туреччина | вільна боротьба, до 65 кг | 20     |
| Турнір Яшара Догу 2020                                 | Туреччина | вільна боротьба, до 70 кг | 5      |
| Меморіал Вацлава Циолковського 2020                    | Туреччина | вільна боротьба, до 70 кг | Бронза |
| Турнір Яшара Догу 2022                                 | Туреччина | вільна боротьба, до 70 кг | 5      |
| Турнір Маттео Пелліцоне 2022                           | Туреччина | вільна боротьба, до 70 кг | 5      |
| Турнір Дана Колова — Николи Петрова 2023               | Туреччина | вільна боротьба, до 70 кг | Срібло |
| Турнір Каба Уулу Кодомкулу та Раатбека Санатбаєва 2023 | Туреччина | вільна боротьба, до 70 кг | Бронза |

### Виступи на змаганнях молодших вікових груп
| Змагання                                       | Збірна    | Вагова категорія          | Місце  |
| ---------------------------------------------- | --------- | ------------------------- | ------ |
| Чемпіонат Європи з боротьби серед кадетів 2006 | Туреччина | вільна боротьба, до 58 кг | Срібло |
| Чемпіонат Європи з боротьби серед кадетів 2007 | Туреччина | вільна боротьба, до 63 кг | 5      |
| Чемпіонат світу з боротьби серед юніорів 2009  | Туреччина | вільна боротьба, до 66 кг | 25     |